# Египетский лук
Египетские луки, как стрелковое оружие прошли определенный путь эволюционного развития от простого из одного вида дерева до сложносоставного («углового») — из разных видов деревьев и рога.
Основным вооружением египетской армии в эпоху античности были топоры, копья и луки. Вначале лук массово использовался пехотой. А с начала эпохи Нового царства в армии появились колесницы и основным видом оружия воинов на колесницах стал лук. Обычно на колеснице было два человека — возница и стрелок. Вооружение стрелка состояло из двух луков и метательных дротиков. Луки и колчаны со стрелами крепились на борту колесницы. Большинство луков были простыми, то есть состояли из цельного куска дерева (часто акации или рожкового дерева), длиной более 1,5 м, по форме сегментовидными и двояковыгнутыми (в натянутом состоянии).

## История
Со второй половины II тысячелетия до новой эры в Египте появляются и сложносоставные луки, состоявшие из древесины разных пород, пластин рога или кости и красиво украшенные. Их относят к так называемым западноазиатским «угловым» лукам. Этот лук образует тупоугольный треугольник при надетой тетиве и полукруг при полном её натяжении. Изображения таких луков имеются на печатях из Месопотамии, росписях в египетских гробницах и ассирийских монументальных рельефах. По всей видимости, такая конструкция применялась в течение примерно двух тысяч лет — с 2400 до 600 г. до н. э.
Из-за сложности изготовления количество таких луков в армии было меньше, чем простых, но они были гораздо сильнее и дальнобойнее. 
Естественно, что и знать предпочитала пользоваться такими луками. Так, при раскопках гробницы фараона Тутанхамона в 1922 году было найдено 32 составных угловых лука, 14 деревянных простых луков и 430 стрел, а также колчаны и чехлы для луков (налучи).
Конструкция углового лука позволяет производить плавный и точный выстрел. Лук сгибается по всей длине своих плеч, угол в центре жёсткий из-за чего при отпускании тетивы не происходит резкого рывка. К тому же, чрезвычайно большая длина натяжения тетивы, достигающая 101 см, при которой плечи лука находятся под максимальным напряжением, увеличивает дальность выстрела по сравнению с простыми луками второго тысячелетия до н. э.
Угловой лук был широко распространён в Западной Азии вплоть до конца VII в. до н. э., когда скифы объединились с жителями Мидии и Вавилона и положили конец существованию Ассирийской империи.

## Интересные факты
Аменхотеп II слыл умелым стрелком из лука; его личный лук, о котором бытовало утверждение, будто его мог натянуть только фараон, был похоронен со своим владельцем в гробнице KV35 в Долине царей. На основании этого рассказа возникла пересказанная Геродотом история о том, что Камбиз II не сумел натянуть лук царя Эфиопии (то есть Нубии).